# Abd Allah I di Giordania
ʿAbd Allāh ibn al-Ḥusayn (in arabo عبد الله الأول بن الحسين‎?, ʿAbd Allāh al-awwal b. al-Ḥusayn, cioè ʿAbd Allāh I figlio di al-Ḥusayn; La Mecca, 2 febbraio 1882 – Gerusalemme, 20 luglio 1951) è stato il primo re del Regno Hascemita del Giordano (Giordania).

## Biografia

### Infanzia
Di stirpe hascemita, patriota ed esponente politico arabo di spicco tra le due guerre mondiali, ʿAbd Allāh ibn al-Ḥusayn ibn ʿAlī (1883-1951) fu l'uomo chiave della politica britannica nel Vicino Oriente. Nacque a Mecca da al-Ḥusayn ibn ʿAlī, sharīf di Mecca e animatore nel 1916 della cosiddetta "rivolta araba". Essendo discendente del profeta Maometto (che apparteneva al clan dei Banū Hāshim) la dinastia che lo sharīf fondò (e che vide vari suoi figli governare su alcuni Paesi del Vicino Oriente) è chiamata hascemita. La dinastia ha regnato con lo sharīf stesso e con suo figlio ʿAlī nel Regno hascemita del Hegiaz, con il terzogenito Fayṣal e con i suoi discendenti in Iraq fino al 1958 e con ʿAbd Allāh in Giordania (dal 1923 come emiro e, dopo la guerra del 1948 contro Israele, come re).

### Primo matrimonio
Nel 1904 Abdullah sposò Musbah bint Nasser (1884-15 marzo 1961), al palazzo di Stinia a İstinye, Istanbul. Musbah era figlia dell'emiro Nasser Pasha e di sua moglie, Dilber Khanum. Abdullah e la consorte ebbero tre figli.

### Giovinezza
ʿAbd Allāh rappresentò La Mecca al parlamento turco-ottomano dal 1908 al 1914 e, quando gli arabi insorsero contro il dominio ottomano durante il I conflitto mondiale, combatté insieme all'ufficiale britannico Thomas Edward Lawrence (meglio noto come Lawrence d'Arabia), che, insieme ad al-Ḥusayn e a suo figlio Fayṣal, fratello di ʿAbd Allāh, animò la cosiddetta "guerra nel deserto".
L'8 marzo 1920 ʿAbd Allāh fu proclamato re d'Iraq dal Congresso iracheno, ma egli rifiutò l'investitura. Dopo il rifiuto, il fratello Fayṣal, che era stato sconfitto in Siria e che il padre al-Ḥusayn, sceriffo della Mecca, intendeva elevare al trono di un Paese arabo liberato dai turchi ottomani, accettò di diventare sovrano dell'Iraq.

### Secondo matrimonio
Abdullah si unì con Suzdil Khanum (m.16 agosto 1968), sua seconda moglie, ad Istanbul, in Turchia, nel 1913. Da questo matrimonio nacquero due figli.

### Emiro di Transgiordania
Nel 1921 ʿAbd Allāh divenne Emiro della regione a oriente del fiume Giordano (l'antica Moab) che divenne così la Transgiordania, separata dalla Palestina su cui i britannici vollero un diverso Mandato dalla Società delle Nazioni, indifferenti agli impegni assunti con gli Accordi Husayn-MacMahon e interessati invece a creare un nuovo equilibrio di forze nell'area vicino-orientale in cui il mondo arabo non figurasse come un unico attore.
Nella II guerra mondiale si schierò a fianco del Regno Unito contro la Germania e nel dopoguerra il suo esercito (la Legione araba) fu organizzato e addestrato da Sir Glubb Pascià, un ufficiale britannico che, in tal modo, assicurava la longa manus di Londra sulla politica del piccolo Stato hascemita.

### Terzo matrimonio
Nel 1949, Abdullah si sposò per la terza volta con Nahda bint Uman, una donna del Sudan Anglo-Egiziano, ad Amman. Ebbero un solo figlio.

### Re di Giordania

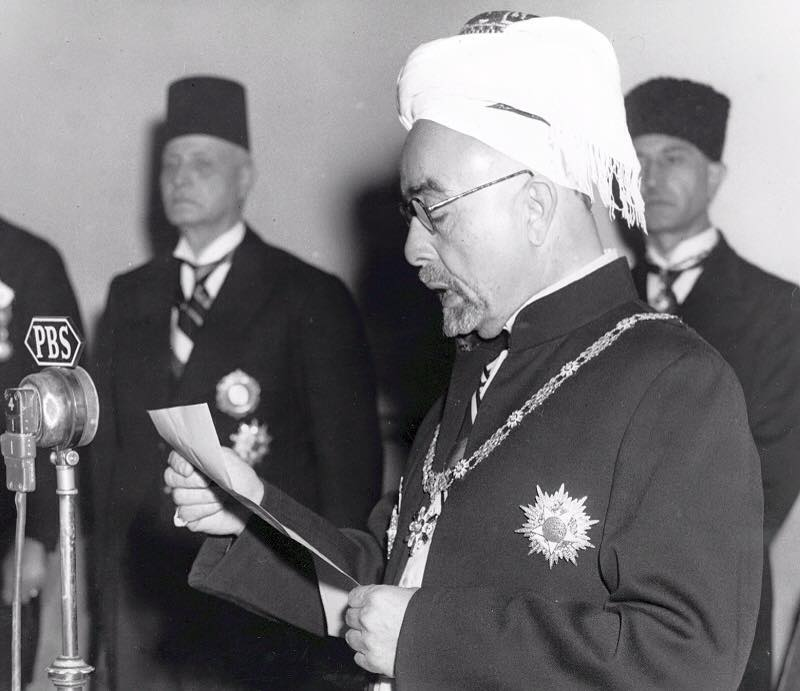
Re Abdullah decreta la fine del mandato britannico e l'indipendenza del Regno ashemita di Giordania il 25 maggio 1946

Alla revoca del Mandato britannico nel 1946, la Transgiordania ottenne l'indipendenza e ʿAbd Allāh assunse il titolo di re della Transgiordania. Nel 1948, alla costituzione dello Stato d'Israele, il sovrano fece partecipare la Legione Araba alle operazioni belliche che un fronte di Stati arabi confinanti con la Palestina scatenò contro il nascente stato d'Israele. Dei cinque sovrani arabi che mossero i loro eserciti contro Israele fu il meno sicuro di questa scelta, e anzi in realtà aveva a lungo trattato in segreto con i sionisti, in particolare con Golda Meir, che lo incontrò più volte ad Amman, cercando di trovare un compromesso diplomatico. Inizialmente la proposta del re hascemita era di creare uno stato federale in cui gli ebrei sarebbero stati sovrani di un'enclave autonoma. Quando divenne chiaro l'assenso internazionale nei confronti della formazione di uno stato ebraico, Abd Allah non si arrese nei negoziati e accettando l'indipendenza di Israele chiese l'opinione degli ebrei circa l'annessione giordana della parte araba della Palestina. La Meir rispose favorevolmente.

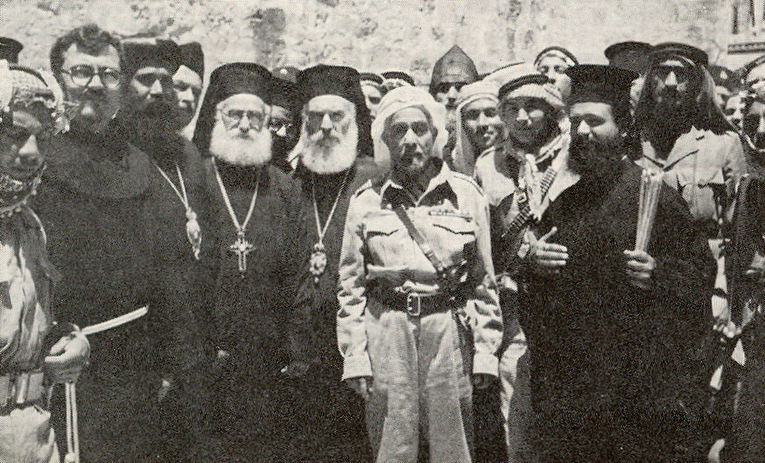
Abdullah di Giordania salutato dai cristiani palestinesi a Gerusalemme il 29 maggio 1948, il giorno dopo aver preso il controllo della città

Quando tuttavia la pressione dei bellicosi paesi arabi fu nettamente e irreversibilmente a favore di un attacco al nuovo stato di Israele il re giordano, per non passare come traditore, non poté che partecipare anch'egli alla guerra. Ma la sua partecipazione non è da leggere come un tentativo di liberare la Palestina. La Transgiordania anziché attaccare Israele occupò una grossa fetta di territorio palestinese a occidente del fiume Giordano (la cosiddetta Cisgiordania o, secondo la dizione inglese, West Bank). Il regno transgiordanico a questo punto mutò ancora una volta dizione, assumendo quella di Giordania (Regno hascemita del Giordano), anche se ʿAbd Allāh si premurò di avvertire la comunità araba che avrebbe tenuto quella parte di territorio palestinese in "sacro deposito" fintanto che non si fosse costituito uno Stato indipendente della Palestina.
Questo atto fu però visto da alcuni come il primo passo verso la realizzazione del suo sogno politico di dar vita col tempo alla "Grande Siria", costituita dall'unione di Giordania, Palestina, Libano, Siria e Iraq. La sua amicizia con i britannici gli inimicò tuttavia i nazionalisti arabi più intransigenti e quelli palestinesi in particolare, che temevano che quel "sacro deposito" costituisse in realtà una pietra tombale per i loro sogni irredentistici e d'indipendenza.

### Assassinio

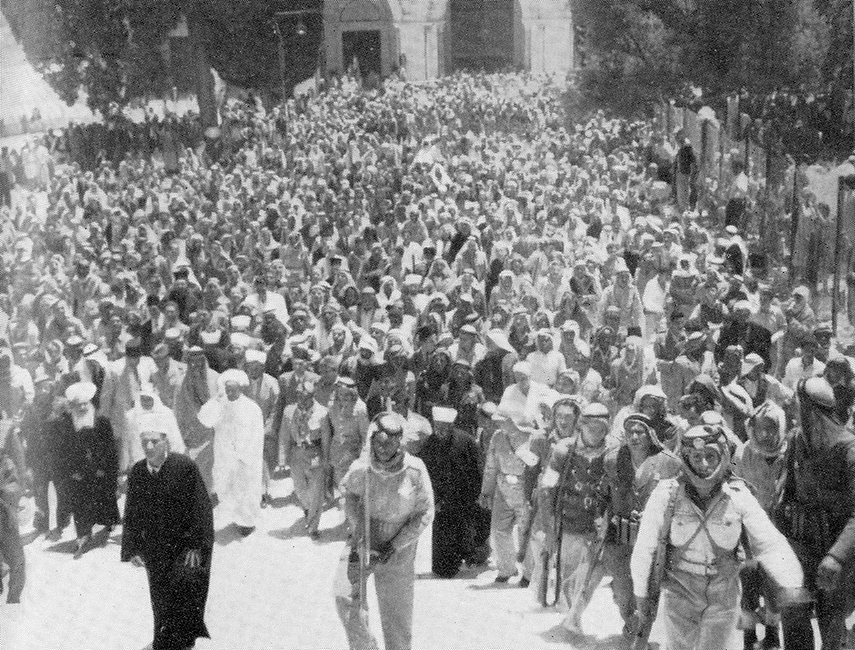
Abdullah I, in bianco, lascia la moschea Al-Aqsa poche settimane prima del suo assassinio, nel luglio 1951

L'atteggiamento discriminatorio con cui ʿAbd Allāh cominciò a trattare i suoi nuovi sudditi palestinesi, favorendo invece i beduini, a lui fedeli, dopo il 1948 gli procurò un odio crescente che sfociò nell'assassinio perpetrato ai suoi danni dal palestinese Muṣṭafā Shukrī ʿUshā. Il re fu abbattuto così il 20 luglio 1951 da tre proiettili che lo colpirono al cranio e al torace, mentre usciva dalla Moschea di Omar di Gerusalemme.
L'assassino era un sarto di Gerusalemme, militante di un'organizzazione (chiamata 'Squadra Araba Dinamite', in arabo فرقة الديناميت العربية, "Firqa al-dīnāmīt al-ʿarabiyya") che aveva partecipato a varie azioni dirette contro l'elemento ebraico. Il processo che fu imbastito subito vide sul banco degli imputati il Col. ʿAbd Allah al-Tall, già Governatore militare della Città Santa, e il dott. Mūsā ʿAbd Allāh al-Ḥusaynī, cugino del Muftī Amīn al-Ḥusayni, che si sospettò fosse dietro il complotto.

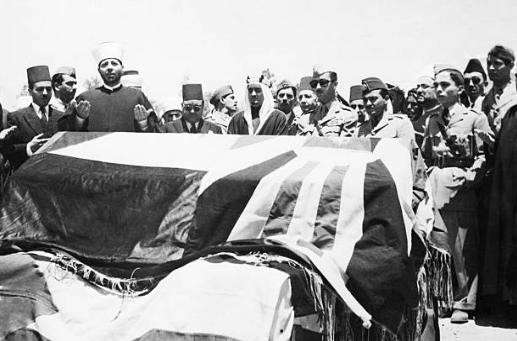
Il feretro del Re di Giordania

Il verdetto del tribunale portò alla condanna a morte di sei imputati - tra cui proprio Mūsā ʿAbd Allāh al-Ḥusaynī, nonché ʿUbayd ʿAkki e suo fratello Zakariyyā, commercianti di bestiame e ʿAbd al-Qādir Farḥāt (proprietario di un bar) e al proscioglimento di altri quattro imputati. Il col. al-Tall fu condannato in contumacia ma, insieme a Mūsā Aḥmad Ayyūbī, commerciante del settore alimentare, trovò rifugio in Egitto.

### Successione
A succedere ad ʿAbd Allāh era destinato suo figlio Ṭalāl ma i gravi disturbi psichici dell'erede portarono alla successione del figlio di questi (quindi nipote di ʿAbd Allāh), che portava il nome del suo bisnonno. Ḥusayn ibn Ṭalāl divenne così re col nome di Re Husayn di Giordania.

## Discendenza
Abdullah e Musbah bint Nasser ebbero tre figli:
- Principessa Haya (1907-1990), sposò Abdul-Karim Ja'afar Zeid Dhaoui;
- Talal (26 febbraio 1909 - 7 luglio 1972), succederà al padre come Re di Giordania;
- Principessa Munira (1915-1987), nubile.

Il Re, dal sua secondo matrimonio con Suzdil Khanum, ebbe:
- Nayef (14 novembre 1914-12 ottobre 1983), reggente per il fratellastro, Talal dal 20 luglio al 3 settembre 1951. Sposò la principessa ottomana Mihrimah Sultan (1923-2000), nipote del sultano Mehmed V;
- Principessa Maqbula (6 febbraio 1921-1º gennaio 2001), sposò Hussein ibn Nasser, primo ministro della Giordania.

Dalla terza unione tra Abdullah e Nahda bint Uman nacque la:
- Principessa Naifeh (n.1950), sposò Sameer Hilal Ashour.

## Titoli e trattamento
- 1882-1921: Sua Altezza Reale, il principe Abdullah della Mecca e dell'Hegiaz
- 1921-1946: Sua Altezza Reale, l'Emiro di Transgiordania
- 1946-1951: Sua Maestà, il Re del Regno ascemita di Giordania